# Tropidophis melanurus
Tropidophis melanurus är en orm i familjen Tropidophiidae. Ibland används det svenska trivialnamnet Kubansk markboa.
Arten förekommer i Kuba och på tillhörande öar. Den kan anpassa sig till olika landskap som regnskogar, odlingsmark och klippiga områden.
Tropidophis melanurus är med en längd omkring 65 cm en liten orm. Den kännetecknas av en kraftig bål, ett litet huvud och små ögon med lodräta pupiller. Fjällen på bålen och på huvudets ovansida har vanligen en rödbrun, gulbrun eller gråaktig färg. Flera exemplar har mörka fläckar på kroppen. Enhetlig färgade individer är sällsynta. Påfallande är svansen som har en avvikande färg. Den kan vara gul eller svart.
Denna orm vistas främst på marken men den kan klättra i buskar och på klippor. Arten jagar små ryggradsdjur som grodor, ödlor eller mindre däggdjur. Honor föder cirka 8 levande ungar per tillfälle (vivipari).
Vanligen skiljs mellan tre underarter:
- T. m. melanurus, Kuba med undantag av den västra provinsen
- T. m. dysodes, i Provincia de Pinar del Río
- T. m. ericksoni, på Isla de la Juventud